# 赤沼多佳
赤沼 多佳（あかぬま たか、1943年 - ）は、陶磁器研究家。
新潟県長岡市生まれ。裏千家茶道研修所卒業後、茶陶の研究に入る。東京国立博物館陶磁室調査員を経て、1979年、茶道資料館の開設時に学芸部長に就任。三井記念美術館参事。専門は茶の湯にかかわる東洋陶磁器の研究。

## 著書
- 『陶磁大系 18 光悦・道入』平凡社 1977
- 『茶碗の見方』主婦の友社 茶の湯案内シリーズ 1986
- 『日本陶磁大系 第18巻 光悦・道入・玉水・大樋』平凡社 1990
- 『花入・水指』主婦の友社 茶の湯案内シリーズ 1996

### 共編著
- 『楽と京焼』中ノ堂一信共編著 講談社 やきもの名鑑 1999
- 『朝鮮の陶磁』伊藤郁太郎,片山まび共編著 講談社 やきもの名鑑 2000
- 『茶道美術手帳』村井康彦,筒井紘一共編 淡交社 1987
- 『茶陶の美 茶の湯のやきもの』全3巻 構成 淡交社 2004
- 『もっと知りたい本阿弥光悦 生涯と作品』玉蟲敏子,内田篤呉共著 東京美術 アート・ビギナーズ・コレクション　2015

## 論文
- ＜赤沼多佳